# Alleanza Socialdemocratica
Alleanza Socialdemocratica (in islandese Samfylkingin jafnaðarmannaflokkur Íslands, abbreviato Samfylkingin, sigla S) è un partito politico islandese di centrosinistra, a matrice socialdemocratica.
Il partito è membro del Partito Socialista Europeo.

## Storia
Alleanza Socialdemocratica nacque nel 1999 dall'unione di quattro partiti progressisti: Il Partito Socialdemocratico (Alþýðuflokkurinn), l'Alleanza delle donne (Samtök um kvennalista), l'Alleanza popolare (Alþýðubandalagið) e il Movimento nazionale (Þjóðvaki).
Il partito si presentò per la prima volta alle elezioni del maggio 2000 e da allora contrasta il partito di centrodestra dell'isola, il Partito dell'Indipendenza.
Dopo Ingibjörg Sólrún Gísladóttir, già sindaco di Reykjavík e Ministro degli Esteri, la leader del partito è diventata Jóhanna Sigurðardóttir, conquistando il 98% dei voti al congresso del partito il 28 marzo 2009. In seguito alla crisi finanziaria mondiale, che ha colpito in modo particolare l'Islanda, e le conseguenti dimissioni del primo ministro Geir Hilmar Haarde, del Partito dell'Indipendenza, la Sigurðardóttir è diventata primo ministro, confermata dal voto popolare che, alle elezioni parlamentari del 2009, ha consegnato il governo alla coalizione tra Alleanza e Sinistra - Movimento Verde.
L'attuale presidente del partito è Árni Páll Árnason, che è stato eletto nel febbraio del 2013 succedendo a Jóhanna Sigurðardóttir, il primo ministro uscente dell'Islanda. Katrín Júlíusdóttir, ex Ministro dell'Industria e del Ministero delle Finanze nel gabinetto di Johanna, è diventato vice presidente. L'ala giovanile di Alleanza democratica sociale è la Gioventù Socialdemocratica.

## Ideologia
L'ideologia di Alleanza Socialdemocratica è quella socialdemocrazia che ha gettato le basi per le società di Stato sociale dei Paesi nordici e dell'Europa settentrionale, contrarie a politiche neoliberiste indifferenti e pianificatrici. 
Il partito è inoltre europeista e fermamente favorevole all'istituzione di una banca di credito centrale.

## Risultati elettorali
| Elezione | Voti   | %    | Seggi   | +/– | Posizione | Governo     |
| -------- | ------ | ---- | ------- | --- | --------- | ----------- |
| 1999     | 44,378 | 26.8 | 17 / 63 | 17  | 2°        | Opposizione |
| 2003     | 56,700 | 31.0 | 20 / 63 | 3   | 2°        | Opposizione |
| 2007     | 48,743 | 26.8 | 18 / 63 | 2   | 2°        | Coalizione  |
| 2009     | 55,758 | 29.8 | 20 / 63 | 2   | 1°        | Coalizione  |
| 2013     | 24,292 | 12.9 | 9 / 63  | 11  | 3°        | Opposizione |
| 2016     | 10.983 | 5,7  | 3 / 63  | 8   | 7°        | Opposizione |
| 2017     | 23.562 | 12,1 | 7 / 63  | 4   | 2°        | -           |

## Membri del parlamento
| Membro                        | Membro | Dal  | Titolo                | Collegio elettorale |
| ----------------------------- | ------ | ---- | --------------------- | ------------------- |
| Árni Páll Árnason             |        | 2007 | Leader del partito    | Southwest           |
| Helgi Hjörvar                 |        | 2003 | Membro del parlamento | Reykjavik South     |
| Katrín Júlíusdóttir           |        | 2003 | Membro del parlamento | Southwest           |
| Kristján L. Möller            |        | 1999 | Membro del parlamento | Northeast           |
| Oddný G. Harðardóttir         |        | 2009 | Membro del parlamento | South               |
| Össur Skarphéðinsson          |        | 1991 | Membro del parlamento | Reykjavik North     |
| Sigríður Ingibjörg Ingadóttir |        | 2009 | Membro del parlamento | Reykjavik South     |
| Valgerður Bjarnadóttir        |        | 2009 | Membro del parlamento | Reykjavik North     |